# Rai Marchán
Raimon Marchán Vidal (Villafranca del Panadés, Barcelona, 11 de agosto de 1993) es un futbolista español que juega como centrocampista en el Albacete Balompié de la Segunda División de España.

## Trayectoria
Nacido en Vilafranca del Penedès, Barcelona, Cataluña, Marchán se formó en la cantera del Real Madrid CF y tras acabar su etapa de juvenil, firmó en calidad de cedido por el CD Leganés con el que debutó en la Segunda División B en la temporada 2012-2013. En la temporada siguiente, formó parte del Real Madrid Club de Fútbol "C" en la misma división.
En las siguientes temporadas, formaría parte de los distintos filiales como Valencia CF Mestalla, Real Valladolid B y Celta de Vigo B en la Segunda División B. 
El 28 de agosto de 2019, fichó por el FC Andorra de la Segunda División B.
El 27 de julio de 2021, Marchán fichó por el Melbourne Victory Football Club de la A-League de Australia, con el que además disputaría la Liga de Campeones de la AFC.
El 1 de febrero de 2024, Marchán firmó un contrato con el Albacete Balompié de la Segunda División de España.

## Clubes
Actualizado al último partido disputado el 23 de febrero de 2024.
| Club                            | País      | Año       | Partidos | Goles |
| ------------------------------- | --------- | --------- | -------- | ----- |
| Real Madrid Club de Fútbol "C"  | España    | 2012-2014 | 32       | 0     |
| CD Leganés (cedido)             | España    | 2012-2013 | 7        | 0     |
| Valencia CF Mestalla            | España    | 2015-2016 | 7        | 0     |
| Real Valladolid B               | España    | 2016-2017 | 35       | 1     |
| Celta de Vigo B                 | España    | 2017-2019 | 76       | 0     |
| FC Andorra                      | Andorra   | 2019-2021 | 44       | 0     |
| Melbourne Victory Football Club | Australia | 2021-2024 | 51       | 0     |
| Albacete Balompié               | España    | 2024-act. | 1        | 0     |